# Список видов семейства Uloboridae
Список всех описанных видов пауков семейства Uloboridae на 10 сентября 2013 года.

## Ariston
Ariston O. P.-Cambridge, 1896
- Ariston albicans O. P.-Cambridge, 1896 — от Мексики до Панамы
- Ariston aristus Opell, 1979 — Панама
- Ariston mazolus Opell, 1979 — Мексика
- Ariston reticens Gertsch & Davis, 1942 — Мексика

## Astavakra
Astavakra Lehtinen, 1967
- Astavakra sexmucronata (Simon, 1893) — Филиппины

## Conifaber
Conifaber Opell, 1982
- Conifaber guarani Grismado, 2004 — Парагвай, Аргентина
- Conifaber parvus Opell, 1982 — Колумбия
- Conifaber yasi Grismado, 2004 — Аргентина

## Daramulunia
Daramulunia Lehtinen, 1967
- Daramulunia gibbosa (L. Koch, 1872) — Самоа
- Daramulunia tenella (L. Koch, 1872) — Новые Гебриды, Фиджи, Самоа

## Hyptiotes
Hyptiotes Walckenaer, 1837
- Hyptiotes affinis Bosenberg & Strand, 1906 — Китай, Корея, Тайвань, Япония
- Hyptiotes akermani Wiehle, 1964 — Южная Африка
- Hyptiotes analis Simon, 1892 — Шри-Ланка
- Hyptiotes cavatus (Hentz, 1847) — США, Канада
- Hyptiotes dentatus Wunderlich, 2008 — France
- Hyptiotes fabaceus Dong, Zhu & Yoshida, 2005 — Китай
- Hyptiotes flavidus (Blackwall, 1862) — Средиземноморье до России
- Hyptiotes gertschi Chamberlin & Ivie, 1935 — США, Канада, Аляска
- Hyptiotes himalayensis Tikader, 1981 — Индия
- Hyptiotes indicus Simon, 1905 — Индия
- Hyptiotes paradoxus (C. L. Koch, 1834) — Северное Полушарие
- Hyptiotes puebla Muma & Gertsch, 1964 — США
- Hyptiotes solanus Dong, Zhu & Yoshida, 2005 — Китай
- Hyptiotes tehama Muma & Gertsch, 1964 — США
- Hyptiotes xinlongensis Liu, Wang & Peng, 1991 — Китай

## Lubinella
Lubinella Opell, 1984
- Lubinella morobensis Opell, 1984 — Новая Гвинея

## Miagrammopes
Miagrammopes O. P.-Cambridge, 1870
- Miagrammopes albocinctus Simon, 1892 — Венесуэла
- Miagrammopes alboguttatus F. O. P.-Cambridge, 1902 — от Гватемалы до Панамы
- Miagrammopes albomaculatus Thorell, 1891 — Никобарские острова
- Miagrammopes animotus Chickering, 1968 — Пуэрто-Рико
- Miagrammopes aspinatus Chickering, 1968 — Панама
- Miagrammopes auriventer Schenkel, 1953 — Венесуэла
- Miagrammopes bambusicola Simon, 1893 — Венесуэла
- Miagrammopes bifurcatus Dong et al., 2004 — Китай
- Miagrammopes birabeni Mello-Leitao, 1945 — Аргентина
- Miagrammopes biroi Kulczynski, 1908 — Новая Гвинея
- Miagrammopes bradleyi O. P.-Cambridge, 1874 — Новый Южный Уэльс
- Miagrammopes brasiliensis Roewer, 1951 — Бразилия
- Miagrammopes brevicaudus O. P.-Cambridge, 1882 — Южная Африка
- Miagrammopes brevior Kulczynski, 1908 — Новая Гвинея
- Miagrammopes brooksptensis Barrion & Litsinger, 1995 — Филиппины
- Miagrammopes cambridgei Thorell, 1887 — Мьянма, Суматра
- Miagrammopes caudatus Keyserling, 1890 — Квинсленд
- Miagrammopes ciliatus Petrunkevitch, 1926 — Пуэрто-Рико, Сент-Винсент
- Miagrammopes constrictus Purcell, 1904 — Южная Африка
- Miagrammopes corticeus Simon, 1892 — Венесуэла
- Miagrammopes cubanus Banks, 1909 — Куба
- Miagrammopes extensus Simon, 1889 — Индия
- Miagrammopes fasciatus Rainbow, 1916 — Квинсленд
- Miagrammopes ferdinandi O. P.-Cambridge, 1870 — Шри-Ланка
- Miagrammopes flavus (Wunderlich, 1976) — Квинсленд
- Miagrammopes gravelyi Tikader, 1971 — Индия
- Miagrammopes gulliveri Butler, 1876 — Родригез
- Miagrammopes guttatus Mello-Leitao, 1937 — Бразилия, Аргентина
- Miagrammopes indicus Tikader, 1971 — Индия
- Miagrammopes intempus Chickering, 1968 — Панама
- Miagrammopes kirkeensis Tikader, 1971 — Индия
- Miagrammopes larundus Chickering, 1968 — Панама
- Miagrammopes latens Bryant, 1936 — Куба, Гаити
- Miagrammopes lehtineni (Wunderlich, 1976) — Квинсленд
- Miagrammopes licinus Chickering, 1968 — Панама
- Miagrammopes longicaudus O. P.-Cambridge, 1882 — Южная Африка
- Miagrammopes luederwaldti Mello-Leitao, 1925 — Бразилия
- Miagrammopes maigsieus Barrion & Litsinger, 1995 — Филиппины
- Miagrammopes mexicanus O. P.-Cambridge, 1893 — США, Мексика
- Miagrammopes molitus Chickering, 1968 — Ямайка
- Miagrammopes oblongus Yoshida, 1982 — Тайвань, Япония
- Miagrammopes oblucus Chickering, 1968 — Ямайка
- Miagrammopes orientalis Bosenberg & Strand, 1906 — Китай, Корея, Тайвань, Япония
- Miagrammopes paraorientalis Dong, Zhu & Yoshida, 2005 — Китай
- Miagrammopes pinopus Chickering, 1968 — Виргинские Острова
- Miagrammopes plumipes Kulczynski, 1911 — Новая Гвинея
- Miagrammopes poonaensis Tikader, 1971 — Индия
- Miagrammopes raffrayi Simon, 1881 — Занзибар, Южная Африка
- Miagrammopes rimosus Simon, 1886 — Таиланд, Вьетнам
- Miagrammopes romitii Caporiacco, 1947 — Гайана
- Miagrammopes rubripes Mello-Leitao, 1949 — Бразилия
- Miagrammopes scoparius Simon, 1891 — Сент-Винсент
- Miagrammopes sexpunctatus Simon, 1906 — Индия
- Miagrammopes similis Kulczynski, 1908 — Новая Гвинея
- Miagrammopes simus Chamberlin & Ivie, 1936 — Панама
- Miagrammopes singaporensis Kulczynski, 1908 — Сингапур
- Miagrammopes spatulatus Dong et al., 2004 — Китай
- Miagrammopes sutherlandi Tikader, 1971 — Индия
- Miagrammopes thwaitesi O. P.-Cambridge, 1870 — Индия, Шри-Ланка
- Miagrammopes tonatus Chickering, 1968 — Ямайка
- Miagrammopes trailli O. P.-Cambridge, 1882 — Бразилия
- Miagrammopes unguliformis Dong et al., 2004 — Китай
- Miagrammopes unipus Chickering, 1968 — Панама
- Miagrammopes viridiventris Strand, 1911 — Острова Кай

## Octonoba
Octonoba Opell, 1979
- Octonoba albicola Yoshida, 2012 — Тайвань
- Octonoba ampliata Dong, Zhu & Yoshida, 2005 — Китай
- Octonoba aurita Dong, Zhu & Yoshida, 2005 — Китай
- Octonoba basuensis Hu, 2001 — Китай
- Octonoba biforata Zhu, Sha & Chen, 1989 — Китай
- Octonoba dentata Dong, Zhu & Yoshida, 2005 — Китай
- Octonoba digitata Dong, Zhu & Yoshida, 2005 — Китай
- Octonoba grandiconcava Yoshida, 1981 — Острова Рюкю
- Octonoba grandiprojecta Yoshida, 1981 — Острова Рюкю
- Octonoba kentingensis Yoshida, 2012 — Тайвань
- Octonoba lanyuensis Yoshida, 2012 — Тайвань
- Octonoba longshanensis Xie et al., 1997 — Китай
- Octonoba okinawensis Yoshida, 1981 — Окинава
- Octonoba paralongshanensis Dong, Zhu & Yoshida, 2005 — Китай
- Octonoba paravarians Dong, Zhu & Yoshida, 2005 — Китай
- Octonoba rimosa Yoshida, 1983 — Острова Рюкю
- Octonoba senkakuensis Yoshida, 1983 — Япония
- Octonoba serratula Dong, Zhu & Yoshida, 2005 — Китай
- Octonoba sinensis (Simon, 1880) — Китай, Корея, Япония, Северная Америка
- Octonoba spinosa Yoshida, 1982 — Тайвань
- Octonoba sybotides (Bosenberg & Strand, 1906) — Китай, Корея, Япония
- Octonoba taiwanica Yoshida, 1982 — Тайвань
- Octonoba tanakai Yoshida, 1981 — Острова Рюкю
- Octonoba uncinata Yoshida, 1981 — Острова Рюкю
- Octonoba varians (Bosenberg & Strand, 1906) — Китай, Корея, Япония
- Octonoba wanlessi Zhang, Zhu & Song, 2004 — Китай
- Octonoba yaeyamensis Yoshida, 1981 — Острова Рюкю
- Octonoba yaginumai Yoshida, 1981 — Окинава
- Octonoba yesoensis (Saito, 1934) — Россия, Центральная Азия до Японии
- Octonoba yoshidai Tanikawa, 2006 — Япония

## Orinomana
Orinomana Strand, 1934
- Orinomana ascha Grismado, 2000 — Аргентина
- Orinomana bituberculata (Keyserling, 1881) — Эквадор, Перу
- Orinomana galianoae Grismado, 2000 — Аргентина
- Orinomana mana Opell, 1979 — Чили

## Philoponella
Philoponella Mello-Leitao, 1917
- Philoponella alata Lin & Li, 2008 — Китай
- Philoponella angolensis (Lessert, 1933) — Кот-д’Ивуар, Ангола
- Philoponella arizonica (Gertsch, 1936) — США, Мексика
- Philoponella bella Opell, 1979 — Колумбия
- Philoponella collina (Keyserling, 1883) — Перу
- Philoponella congregabilis (Rainbow, 1916) — Новый Южный Уэльс
- Philoponella cymbiformis Xie et al., 1997 — Китай
- Philoponella divisa Opell, 1979 — Колумбия
- Philoponella fasciata (Mello-Leitao, 1917) — Бразилия, Парагвай, Аргентина
- Philoponella gibberosa (Kulczynski, 1908) — Ява
- Philoponella herediae Opell, 1987 — Коста-Рика
- Philoponella hilaris (Simon, 1906) — Индия
- Philoponella lingulata Dong, Zhu & Yoshida, 2005 — Китай
- Philoponella lunaris (C. L. Koch, 1839) — Бразилия
- Philoponella mollis (Thorell, 1895) — Мьянма
- Philoponella nasuta (Thorell, 1895) — Китай, Мьянма
- Philoponella nigromaculata Yoshida, 1992 — Тайвань
- Philoponella operosa (Simon, 1896) — Южная Африка
- Philoponella oweni (Chamberlin, 1924) — США, Мексика
- Philoponella pantherina (Keyserling, 1890) — Новый Южный Уэльс
- Philoponella para Opell, 1979 — Парагвай, Аргентина
- Philoponella pisiformis Dong, Zhu & Yoshida, 2005 — Китай
- Philoponella pomelita Grismado, 2004 — Аргентина
- Philoponella prominens (Bosenberg & Strand, 1906) — Китай, Корея, Тайвань, Япония
- Philoponella quadrituberculata (Thorell, 1892) — Ява, Молуккские острова
- Philoponella raffrayi (Simon, 1891) — Ява, Молуккские острова
- Philoponella ramirezi Grismado, 2004 — Бразилия
- Philoponella republicana (Simon, 1891) — от Панамы до Боливии
- Philoponella sabah Yoshida, 1992 — Борнео
- Philoponella semiplumosa (Simon, 1893) — США, Большие Антильские острова до Венесуэлы
- Philoponella signatella (Roewer, 1951) — от Мексики до Гондураса
- Philoponella subvittata Opell, 1981 — Гайана
- Philoponella tingens (Chamberlin & Ivie, 1936) — от Мексики до Колумбии
- Philoponella truncata (Thorell, 1895) — Мьянма, Ява
- Philoponella variabilis (Keyserling, 1887) — Квинсленд, Новый Южный Уэльс
- Philoponella vicina (O. P.-Cambridge, 1899) — от Мексики до Коста-Рики
- Philoponella vittata (Keyserling, 1881) — от Панамы до Парагвая
- Philoponella wuyiensis Xie et al., 1997 — Китай

## Polenecia
Polenecia Lehtinen, 1967
- Polenecia producta (Simon, 1873) — от Средиземноморья до Азербайджана

## Purumitra
Purumitra Lehtinen, 1967
- Purumitra australiensis Opell, 1995 — Квинсленд
- Purumitra grammica (Simon, 1893) — Филиппины, Каролинские острова

## Siratoba
Siratoba Opell, 1979
- Siratoba referens (Muma & Gertsch, 1964) — США, Мексика
- Siratoba sira Opell, 1979 — Мексика

## Sybota
Sybota Simon, 1892
- Sybota abdominalis (Nicolet, 1849) — Чили
- Sybota atlantica Grismado, 2001 — Аргентина
- Sybota compagnuccii Grismado, 2007 — Аргентина
- Sybota mendozae Opell, 1979 — Аргентина
- Sybota osornis Opell, 1979 — Чили
- Sybota rana (Mello-Leitao, 1941) — Аргентина

## Tangaroa
Tangaroa Lehtinen, 1967
- Tangaroa beattyi Opell, 1983 — Каролинские острова
- Tangaroa dissimilis (Berland, 1924) — Новые Гебриды, Новая Каледония
- Tangaroa tahitiensis (Berland, 1934) — Таити, Рапа-Ити

## Uloborus
Uloborus Latreille, 1806
- Uloborus albescens O. P.-Cambridge, 1885 — Яркенд
- Uloborus albofasciatus Chrysanthus, 1967 — Новая Гвинея
- Uloborus albolineatus Mello-Leitao, 1941 — Аргентина
- Uloborus ater Mello-Leitao, 1917 — Бразилия
- Uloborus aureus Vinson, 1863 — Мадагаскар
- Uloborus barbipes L. Koch, 1872 — Квинсленд
- Uloborus berlandi Roewer, 1951 — Гвинея
- Uloborus biconicus Yin & Hu, 2012 — Китай
- Uloborus bigibbosus Simon, 1905 — Индия
- Uloborus bispiralis Opell, 1982 — Новая Гвинея
- Uloborus campestratus Simon, 1893 — от США до Венесуэлы
- Uloborus canescens C. L. Koch, 1844 — Колумбия
- Uloborus canus MacLeay, 1827 — Австралия
- Uloborus cellarius Yin & Yan, 2012 — Китай
- Uloborus conus Opell, 1982 — Новая Гвинея
- Uloborus crucifaciens Hingston, 1927 — Мьянма
- Uloborus cubicus (Thorell, 1898) — Мьянма
- Uloborus danolius Tikader, 1969 — Индия, Никобарские острова
- Uloborus diversus Marx, 1898 — США, Мексика
- Uloborus eberhardi Opell, 1981 — Коста-Рика
- Uloborus elongatus Opell, 1982 — Аргентина
- Uloborus emarginatus Kulczynski, 1908 — Ява
- Uloborus ferokus Bradoo, 1979 — Индия
- Uloborus filidentatus Hingston, 1932 — Гайана
- Uloborus filifaciens Hingston, 1927 — Андаманские острова
- Uloborus filinodatus Hingston, 1932 — Гайана
- Uloborus formosanus Yoshida, 2012 — Тайвань
- Uloborus formosus Marx, 1898 — Мексика
- Uloborus furunculus Simon, 1906 — Индия
- Uloborus georgicus Mcheidze, 1997 — Грузия
- Uloborus gilvus (Blackwall, 1870) — Италия, Греция
- Uloborus glomosus (Walckenaer, 1841) — США, Канада
- Uloborus guangxiensis Zhu, Sha & Chen, 1989 — Китай
- Uloborus humeralis Hasselt, 1882 — Мьянма, Суматра, Ява
  - Uloborus humeralis marginatus Kulczynski, 1908 — Ява
- Uloborus inaequalis Kulczynski, 1908 — Новая Гвинея
- Uloborus jabalpurensis Bhandari & Gajbe, 2001 — Индия
- Uloborus jarrei Berland & Millot, 1940 — Гвинея
- Uloborus kerevatensis Opell, 1991 — Новая Гвинея
- Uloborus khasiensis Tikader, 1969 — Индия
- Uloborus krishnae Tikader, 1970 — Индия, Никобарские острова
- Uloborus leucosagma Thorell, 1895 — Мьянма
- Uloborus limbatus Thorell, 1895 — Мьянма
- Uloborus llastay Grismado, 2002 — Аргентина
- Uloborus lugubris (Thorell, 1895) — Мьянма
- Uloborus metae Opell, 1981 — Колумбия
- Uloborus minutus Mello-Leitao, 1915 — Бразилия
- Uloborus modestus Thorell, 1891 — Никобарские острова
- Uloborus montifer Marples, 1955 — Самоа
- Uloborus niger Mello-Leitao, 1917 — Бразилия
- Uloborus oculatus Kulczynski, 1908 — Сингапур
- Uloborus parvulus Schmidt, 1976 — Канарские Острова
- Uloborus penicillatoides Xie et al., 1997 — Китай
- Uloborus pictus Thorell, 1898 — Мьянма
- Uloborus pinnipes Thorell, 1877 — Сулавеси
- Uloborus planipedius Simon, 1896 — Восточная, Южная Африка
- Uloborus plumipes Lucas, 1846 — Старый Свет, Аргентина (ввезён)
  - Uloborus plumipes javanus Kulczynski, 1908 — Ява
- Uloborus plumosus Schmidt, 1956 — Гвинея
- Uloborus pseudacanthus Franganillo, 1910 — Португалия
- Uloborus pteropus (Thorell, 1887) — Мьянма
- Uloborus rufus Schmidt & Krause, 1995 — Кабо-Верде
- Uloborus scutifaciens Hingston, 1927 — Мьянма
- Uloborus segregatus Gertsch, 1936 — от США до Колумбии
- Uloborus sexfasciatus Simon, 1893 — Филиппины
- Uloborus spelaeus Bristowe, 1952 — Малайзия
- Uloborus strandi (Caporiacco, 1940) — Эфиопия
- Uloborus tenuissimus L. Koch, 1872 — Самоа
- Uloborus tetramaculatus Mello-Leitao, 1940 — Бразилия
- Uloborus trifasciatus Thorell, 1890 — Зондские острова
- Uloborus trilineatus Keyserling, 1883 — от Мексики до Аргентины
- Uloborus umboniger Kulczynski, 1908 — Шри-Ланка
- Uloborus undulatus Thorell, 1878 — от Явы до Новой Гвинеи
  - Uloborus undulatus indicus Kulczynski, 1908 — Малайзия
  - Uloborus undulatus obscurior Kulczynski, 1908 — Новая Гвинея
  - Uloborus undulatus pallidior Kulczynski, 1908 — от Явы до Новая Гвинея
- Uloborus vanillarum Vinson, 1863 — Мадагаскар
- Uloborus velutinus Butler, 1882 — Мадагаскар
- Uloborus villosus Keyserling, 1881 — Колумбия
- Uloborus viridimicans Simon, 1893 — Филиппины
- Uloborus walckenaerius Latreille, 1806 — Северное Полушарие

## Waitkera
Waitkera Opell, 1979
- Waitkera waitakerensis (Chamberlain, 1946) — Новая Зеландия

## Zosis
Zosis Walckenaer, 1841
- Zosis costalimae (Mello-Leitao, 1917) — Бразилия
- Zosis geniculata (Olivier, 1789) — Тропики
  - Zosis geniculata altissima (Franganillo, 1926) — Куба
  - Zosis geniculata fusca (Caporiacco, 1948) — Гайана
  - Zosis geniculata humilis (Franganillo, 1926) — Куба
  - Zosis geniculata quadripunctata (Franganillo, 1926) — Куба
  - Zosis geniculata similis (Franganillo, 1926) — Куба
  - Zosis geniculata timorensis (Schenkel, 1944) — Тимор
- Zosis peruana (Keyserling, 1881) — от Колумбии до Аргентины